# 술렝친군

루부시주 지도에 표시된 술렝친군의 위치

술렝친군(폴란드어: powiat sulęciński)은 폴란드 루부시주에 위치한 군으로 군청 소재지는 술렝친이며 면적은 1,177.43km2, 인구는 35,238명(2019년 6월 30일 기준), 인구 밀도는 30명/km2이다.
북쪽으로는 고주프군, 동쪽으로는 미엥지제치군, 남동쪽으로는 시비에보진군, 남쪽으로는 크로스노군, 서쪽으로는 스우비체군과 접한다. 5개 지방 자치체(3개 도시형 농촌, 2개 농촌)를 관할한다.

군기
군 문장